# Oden (Michigan)
Oden – jednostka osadnicza w Stanach Zjednoczonych, w stanie Michigan, w hrabstwie Emmet.